# 日本ドリーム観光
日本ドリーム観光株式会社（にっぽんドリームかんこう） は、かつて大阪市に存在し、レジャー事業・エンターテイメント事業を手掛けた総合観光企業である。
「昭和の興行師」こと松尾國三が経営にあたり、大阪証券取引所1部(現在の東京証券取引所プライム及びスタンダード)に上場していたが、松尾の死後に経営権争奪戦が起こり、1993年に中内㓛率いるダイエーに吸収合併された。

## 沿革

### 創設期
- 1913年（大正2年）
  - 4月9日[1][2][3] - 南海鉄道社長の大塚惟明が発起人となって[4]、資本金100万円で「千日土地建物株式会社」を設立[1][5]。
  - 4月14日 - 設立登記[1]。
- 1914年（大正3年）
  - 1月17日 - 大阪・千日前の楽天地が竣工[6]。
  - 7月1日 - 大阪・千日前に楽天地を開業[4][7]。
  - 12月25日 - 本店を大阪市南区難波新地4番町1番地の1に移転[8]。
- 1916年（大正5年）
  - 6月10日 - 大塚惟明が取締役を辞任[9]。
- 1917年（大正6年）1月[7] - 映画館「三友倶楽部」を経営していた山川吉太郎に経営を委任[10]。
- 1918年（大正7年）
  - 8月27日 - 山川吉太郎が取締役に就任[11]。
  - 末 - 高知商業銀行が取り付け騒ぎとなり、2代目石井定七[注 1]の指示で現金150万円を同行に現金を貸付[13]。
  - 9月11日 - 山川吉太郎が取締役を辞任[14]。
- 1919年（大正8年）9月29日 - 「合資会社今定」社員の2代目石井定七の養弟・石井竹三郎[15][注 2]が監査役に就任[22]。
  - 1月29日 - 石井竹三郎が監査役を辞任[23]。
  - 2月19日 - 石井竹三郎が取締役に就任[24]。
  - 6月1日 - 山川吉太郎を解任して再び直営化[7]。
- 1920年（大正9年）
  - 6月27日 - 石井格治[注 3]が取締役に就任[28]。
  - 11月 - 資本金を500万円に増資[29]。
  - 12月30日 - 石井竹三郎が取締役を辞任[30]。
- 1919年（大正8年）後半 - 1920年（大正9年）前半 - 相場師・2代目石井定七に株を買い占められ、今定商店系列に移る。
- 1921年（大正10年）
  - 7月 - 白井松次郎が大株主となり楽天地を改修。[要出典]
  - 10月29日 - 白井松次郎が銀行の担保となっていた当社株式を取得し、松竹が楽天地での直営興行を開始[4]。
- 1922年（大正11年）
  - 2月27日 - 石井竹三郎が小切手の不渡りを出す[31]。
  - 2月28日 - 2代目石井定七が支払い停止[32]。
  - 3月 - 今定商店が倒産。
  - 7月13日 - 石井格治が取締役を辞任[33]。
  - 10月11日 - 2代目石井定七が破産宣告をされる[32]。債権額は8437万7436円19銭1厘で、当社の同氏への債権額は139万4000円であった[34]。。

### 松竹時代
- 1923年（大正12年）
  - 1月14日 - 白井松次郎と白井信太郎が取締役に就任し[35]、白井松次郎が社長に就任[36]。
  - 11月 - 白井信太郎が社長に就任（以後数次に渡り、白井松次郎と白井信太郎が社長を交代で務めた。）[37]。
- 1928年（昭和3年） - 大阪府建築条例に基づき、「楽天地」の年末までの解体命令を受ける[38]。
- 1930年（昭和5年）
  - 5月17日 - 「大阪歌舞伎座」の認可を取得[39]。
  - 11月 - 千日前楽天地を閉鎖して解体[4]。
- 1931年（昭和6年）
  - 3月28日 - 本店を大阪市南区久左衛門町8番地に移転[40]。
- 1932年（昭和7年）
  - 9月28日 - 大阪歌舞伎座を開場[41]。
- 1933年（昭和8年）
  - 2月2日 - 「大阪歌舞伎座」（大阪市南区難波新地17番地の7）内に本店を移転[42]。
  - 6月16日 - 「松竹楽劇部」がストライキを決行[43]。
  - 11月 - 「京都アイススケート場」を開設[44]。
- 1934年（昭和9年）8月1日 - 千日前・大阪劇場（大劇）[注 4]を開場し、松竹映画の上映と大阪松竹少女歌劇団（OSSK）の本拠地とする[46]。
- 1936年（昭和11年） - 松尾國三が松竹演劇部の顧問に就任[47]。
- 1937年（昭和12年）
  - 5月 - 映画館「戎橋劇場」を開場[44]。
  - 8月1日 - 京都・河原町蛸薬師に「文化映画劇場」を開場[48]。
  - 9月3日 - 大劇を運営する株式会社大阪劇場を合併[49]。
  - 12月16日 - 「大阪劇場」が全焼[50][51]。
- 1938年（昭和13年）
  - 5月15日 - 「大阪劇場」を復興し、再開場[52]。
  - 10月 - 「歌舞伎地下劇場」を開場[44]。
- 1939年（昭和14年）
  - 8月1日 - 京都・六角通裏寺町に「京洛劇場」を開場[53]。
- 1942年（昭和17年）
  - 7月30日 - 「大阪歌舞伎座5階映画劇場」を開場[54]。
- 1944年（昭和19年）
  - 1月 - 「烏丸劇場」を開場[44]。
  - 3月5日 - 「大阪歌舞伎座」が「決戦非常措置要綱」に基づく「高級享楽停止具体案」により営業停止[55]。
  - 「戦力増強劇場」へ転換され[56]、大政翼賛会・大日本産業報国会・大阪府保安課などによる運営委員会が産業戦士向けの慰安のために家庭劇などを上演することになった[57]。
  - 5階劇場は疎開指定興行場とされた[55]。
  - 11月 - 「八千代館」の運営を開始[44]。
- 1945年（昭和20年）
  - 1月1日 - 松竹歌劇団が「大阪劇場」で映画の合間に公演を再開[58]。
  - 3月13日 - 大阪大空襲で「大阪歌舞伎座」・「大阪劇場」・「あしべ劇場」が被災[58]。
  - 4月28日 - 松竹歌劇団が「大阪松竹座」で公演を再開[58]。
  - 5月12日 - 「戦力増強劇場」を「大阪歌舞伎座」に戻して再開場し、歌謡劇や歌舞伎の興行を再開[59]。
  - 7月 - 「大阪劇場」が再開[58]。
  - 7月26日 - 松竹歌劇団が「大阪劇場」で公演を再開[58]。
  - 9月19日 - 大阪松竹少女歌劇団（OSSK）の復興第1回「秋のおどり」を開演[60]。
  - 9月27日 - 大阪府知事からの命令により進駐軍向けキャバレー、「キャバレー歌舞伎」の運営を開始[61]。
  - 9月 - 京都府からの命令により進駐軍向けキャバレー[62]、京都市河原町で「キャバレー歌舞伎」の運営を開始[63]。
- 1946年（昭和21年）
  - 2月 - 白井松次郎が会長に退き、白井信太郎が社長に就任。
  - 5月 - 「新橋松竹」の運営を開始[44]。
  - 5月 - 神戸市で進駐軍向けキャバレーの運営を開始[62]。
  - 7月 - 「京都八千代館」の運営を開始[44]。
  - 11月 - 「大映映画劇場」の運営を開始[44]。
  - 11月 - ダンスホール「北野歌舞伎」を開設[44]。
  - 12月 - 「芦辺映画劇場」と「芦辺小劇場」の運営を開始[44]。
- 1947年（昭和22年）
  - 5月31日 - 資本金を747万2000円に増資[64]。
  - 9月11日[65] - 後の近鉄難波ビルの場所にあった洋画劇場を業態転換し、戎橋松竹を演芸場として開場[66]。
  - 12月 - 白井信太郎が公職追放に指定され、社長を辞職。会長の松次郎が陣頭指揮を執る。[要出典]
- 1948年（昭和23年）
  - 2月29日 - 資本金を1600万円に増資[64]。
  - 6月30日 - 資本金を3500万円に増資[64]。
  - 11月15日 - 資本金を8000万円に増資[64]。
- 1949年（昭和24年）
  - 5月16日 - 大阪証券取引所が株式売買を開始し[67]、同所での当社株式の売買も開始[68]。
  - 8月10日 - 「株式会社神戸八千代劇場」と「株式会社国技館」を合併[69]。
  - 8月 - 京都市と神戸市の進駐軍向けキャバレーの営業を廃止し、映画館・遊技場へ業態転換[62]。
  - 8月 - 「ビンゴ・コーポレーション」と国内でのビンゴの独占営業権の契約を締結[70]。
  - 10月15日 - 資本金を8454万円に増資[64]。
- 1950年（昭和25年）
  - 10月 - 白井信太郎の追放が解除され、社長に復帰。
  - 12月 - 接収解除された「京都スケート場」を改修し、米国映画ロードショー館として新装開業[44]。
- 1951年（昭和26年）
  - 1月 - 会長・白井松次郎死去。
  - 10月12日 - 「千土地興行株式会社」へ商号を変更[71]。
- 1953年（昭和28年）
  - 12月19日 - 資本金を5億6000万円に増資[72]。

### 雅叙園・松尾國三時代
- 1954年（昭和29年）
  - 3月 - 「松竹」との間で直営全館についての共同運営に関する協議が成立[73]。
  - 4月21日 - 労働組合に対し、14,500円から平均2,040円の賃金引下げを通告[74]。
  - 6月24日 - 251名で第2労働組合結成[75]。
  - 6月28日 - 無期限ストライキを開始[75]。
  - 8月28日 - 白井信太郎以下役員が辞任し、雅叙園観光株式会社社長・松尾國三が代表取締役に就任[76]。
  - 9月23日 - 大阪劇場（大劇）にシネマスコープを設置し、大阪松竹少女歌劇団（OSSK）の本拠地から映画上映主体へ業態転換[77]。
  - 9月29日 - 「芦辺劇場」・「アシベ小劇場」などを建て替え、「あしべ劇場」を開場[77]。
  - 12月15日 - 千土地興行労組、全面ストライキを決行[78]。これは翌年1月まで続き、年末興行が中止されたほか正月興行も遅れた。
- 1955年（昭和30年）
  - 1月5日 - 大阪地方労働委員会の斡旋でストライキが終結[78]。
  - 8月 - 白井信太郎、相談役として復帰。
  - 10月1日 - 大阪歌舞伎座の5階と6階に「千日劇場」を開業[要検証 – ノート][79]。
- 1957年（昭和32年）
  - 1月 - 「戎橋松竹」を「大阪歌舞伎座地下劇場」に移転する形で、「歌舞伎地下演芸場」を開場[80]。
  - 7月1日[81] - 当社と近畿日本鉄道が共同で[82]資本金1000万円の「株式会社大阪松竹歌劇団」を設立し[81]、当社から「大阪松竹歌劇団」を移管[82]。
  - 7月 - 旧・「あやめ池温泉場・自然博物館」に「大阪松竹歌劇団音楽学校」を移転[83]。
  - 11月30日 - 資本金を14億円に増資[72]。
- 1958年（昭和33年）
  - 4月26日 - 大阪歌舞伎座および歌舞伎地下演芸場を閉場[84]。
  - 5月 - 「京洛劇場」を映画館から大衆演芸などの寄席に業態転換[85]。
  - 10月30日 - 大阪新歌舞伎座を開場[84]。
  - 12月1日 - 千日デパート開業。同館内6階に千日劇場を開場[86]。
- 1960年（昭和35年）9月22日 - 株式会社ドリームランドを設立[87]。
- 1961年（昭和36年）7月1日 - 奈良ドリームランドを開園[88][87]。
- 1962年（昭和37年）
  - 2月1日 - 資本金を28億円に増資[72]。
  - 5月 - 奈良ドリームランド正面入口北側に「夢のホテル」と「ドリームセンター」（大浴場）を開設[87]。
- 1963年（昭和38年）
  - 3月3日 - 午前2時半ごろ、大阪劇場で高さ約4.85mの宙吊り舞台が落下し、舞台上の踊り子43名と下敷きになったスタッフ1名の重軽傷を負う事故が発生[89]。
  - 6月 - 風俗営業部門を担当する「千土地観光株式会社」を設立[90]。
  - 7月 - 「日本ドリーム観光株式会社」へ商号を変更[91]。
  - 8月 - 「大阪松竹歌劇団」（OSK）を「日本歌劇団」（NKD）と改称[92]。
  - 9月1日 - 資本金を38億円に増資[72]。
  - 9月 - 株式会社ドリームランドと合併[91]。
  - 12月 - 東宝と提携し、松本幸四郎率いる「東宝劇団」が新歌舞伎座で公演を開始[93]。
- 1964年（昭和39年）
  - 2月1日 - 資本金を76億円に増資[72]。
  - 3月4日 - 「神戸ニューポートホテル」が完成[94]。
  - 3月 - 「ドリーム交通株式会社」を設立[95]。
  - 8月1日 - 横浜ドリームランドを開園[96]。「雅叙園観光株式会社」が同園内で食堂・売店の営業を開始[97]。
- 1965年（昭和40年）
  - 3月28日 - 「ホテルエンパイア」を開業[98]。
- 1966年（昭和41年）
  - 5月2日 - 「ドリーム交通株式会社」が大船駅と横浜ドリームランドを結ぶモノレールを開業[99]。
  - 6月1日 - 下記の各営業部門に対する分社化を実施。株式会社新歌舞伎座（資本金300万円・大阪新歌舞伎座）、株式会社奈良ドリームランド（資本金300万円・奈良ドリームランド）、株式会社横浜ドリームランド（資本金300万円・横浜ドリームランド・横浜ドリームランド文化センター・ホテルエンパイア）、千日興行株式会社（資本金300万円・大阪劇場・千日劇場・アシベ劇場・大劇名画座・京都劇場・京洛劇場・八千代館・京都名画座・京劇ダンスホール）、株式会社ニューポートホテル（資本金300万円・神戸ニューポートホテル）、千日ツーリスト株式会社（資本金100万円・旅行代理店）の現業会社を設立[100]。同時に本社の業態を大きく変更し、自社が保有する不動産や設備などの資産を各営業子会社に賃貸し、賃貸料収入を経営の柱とする「不動産施設賃貸業」に変更　[101]。
  - 8月 - 千土地観光株式会社（資本金100万円・大劇アルバイトサロン・アルバイトサロン「ユメノクニ」・クラブニューポート・クラブ香港）を含めた上記7社を営業子会社として本社経営から分離独立。各子会社の社長に松尾國三が就任[100]。
- 1967年（昭和42年）
  - 3月1日 - 千日デパート4階に「ニチイ千日前店」が出店[79]。
  - 3月 - 「京洛劇場」跡にアルバイトサロン「花束」を開業[102]。
  - 5月16日 - 千日デパート7階に千土地観光がアルバイトサロン「チャイナサロン・プレイタウン」を開業[86]。
  - 6月 - 大阪劇場（大劇）を閉鎖・改装して「大劇レジャービル」へ業態転換し、「日本歌劇団」が「近鉄あやめ池遊園」の「円形劇場」へ本拠地を移転[103]。
  - 7月5日[104] - 「神戸ニューポートホテル」6階にアルバイトサロン「しゅんそう」を開業[102]。
  - 9月24日 - 「ドリームランドモノレール」を全面運休[105]。
  - 10月1日 - 「ニチイ千日前店」が千日デパート3階にも営業エリアを拡大[79]。
- 1969年（昭和44年）
  - 4月30日 - 千日デパート6階の千日劇場を閉場[106]。これにより日本ドリーム観光グループは演芸興行から撤退。[要出典]
  - 6月 - 会長・白井信太郎死去。
  - 8月 - 「株式会社ニューポートホテル」を「兵庫観光株式会社」に商号を変更[107]。
  - 7月17日 - アルバイトサロン「チャイナサロン・プレイタウン」を千日デパート6階に拡張[86]。
- 1970年（昭和45年）
  - 2月1日 - 「日本演劇興行協会」の設立に参画し、当社社長の松尾国三が初代会長に就任[108]。
  - 2月22日[109] - 「雅叙園観光株式会社」へ賃貸しし、同社の運営で「神戸ニューポートホテル」の営業を再開[97][110]。
  - 8月1日 - 「芸能実験劇場アシベ」として新装開館[111]。
- 1971年（昭和46年）
  - 3月 - 「千日ツーリスト株式会社」を「（初代）千日遊技株式会社」に商号を変更[107]。
  - 「株式会社日本歌劇団」が当社と近畿日本鉄道・近鉄興業・朝日放送の共同出資となる[112]。
  - 「アシベ劇場」を閉鎖してレジャービルに業態転換[要検証 – ノート][66]。
- 1972年（昭和47年）5月13日 - 千日デパート火災発生[113]。
- 1975年（昭和50年）12月26日 - 当社を含む4社と「千日デパート火災遺族の会」の間で総額約18億5千万円を保証することで和解が成立[114]。
- 1976年（昭和51年）7月 - 「ドリーム遊技株式会社」を設立[107]。
- 1978年（昭和53年）2月 - 「（初代）千日遊技株式会社」を「忠岡ドリーム遊技株式会社」に商号を変更し、「（2代目）千日遊技株式会社」を設立[107]。
- 1980年（昭和55年）
  - 2月 - 「千日デパートビル」の解体工事を開始[115]。
  - 10月 - モノレールの営業休止を巡る訴訟で和解が成立[116]。
- 1981年（昭和56年）
  - 5月 - 旧千日デパートビル跡地にエスカールビルの建設工事を開始[117][118]。
  - 9月 - モノレールの運航再開を目的として「日本ドリーム開発」を設立[116]。
- 1984年（昭和59年）1月1日 - 社長・松尾國三死去[119]。
- 1987年（昭和62年）
  - 3月28日 - 松尾ハヅエ会長の代表権をはく奪[120]。
  - 4月 - 阪上勉社長が当社保有地を担保に200億円を用意し、「コスモポリタン」に当社株式を取締役会に諮らずに集めさせていた責任を追及され、辞任[120]。元警察官僚の小野島嗣が社長に就任[120]。
  - 8月 - 持ち合い株式の売買予約契約・経営委託契約の解除・「神戸ニューポートホテル」の売却により、「雅叙園観光株式会社」との提携を解消[97]。

### ダイエー時代
- 1988年（昭和63年）
  - 7月 - 株式会社ダイエーが社長を派遣し、同社の傘下に入る[121]。
  - 10月 - 持ち合い株式の売買予約契約の解消と基本協定書の締結により、「雅叙園観光株式会社」との提携を再開[97]。
- 1989年（平成元年）
  - 4月 - 「プレイタウン」を「グリーンキャブ」に譲渡[122]（譲渡後に「グリーン観光」に商号を変更[123]）。
  - 6月 - 「株式会社ダイエー」傘下の「ドリーム開発」が「雅叙園観光株式会社」から当社株式700万株を取得[124]。
- 1990年（平成2年）6月 - 奈良・横浜両ドリームランドの運営会社が株式会社ドリームパークとなる。
- 1991年（平成3年）9月17日 - パチンコ店経営の「新ドリーム遊戯」を解散[125]。
- 1993年（平成5年）3月1日 - 株式会社ダイエーに吸収合併される[126]。株式会社新歌舞伎座などグループ各社はダイエー直属の子会社となる。
- 1995年（平成7年）
  - 3月 - ダイエー、「株式会社日本歌劇団」から資本撤退、役員を引き上げる。[要出典]
  - 6月30日 - 「ホテルエンパイア」が日本ホテル協会を退会[127]。
  - 12月 - 「ドリーム開発」がHSST方式のリニアモーターカー導入による運航再開を目指し、「ドリームランド線」の事業変更計画の認可を受ける[128]。
- 2002年（平成14年）2月 - 横浜ドリームランドを閉園[129]。
- 2005年（平成17年）
  - 11月 - 「株式会社ドリームパーク」がダイエーから株式会社テンラッシュに譲渡[130]。
  - 12月27日 - 「株式会社新歌舞伎座」がダイエーから株式会社リサ・パートナーズのSPCである有限会社新宿オーフォーに譲渡され、同社の傘下となる[131]。
- 2006年（平成18年）8月 - 奈良ドリームランドを閉園[129]。

## 主要事業

### 遊園地

#### 楽天地
- 千日前楽天地
  - 1914年（大正3年）7月1日に大阪千日前に開業した大型アトラクション施設[7]。
  - 敷地約4,409m2に建てられた円形ドームを持つ地下1階地上3階建ての建物で全館がイルミネーションで彩られていた[132]。
  - 展望塔の「登仙閣」のほか、「蓬莱宮」・「朝暘殿」・「月下殿」の劇場やメリーゴーランドなど276の施設があり、地下には水族館やスケート場も開設されていた[7]。
  - 「新世界」や「市岡パラダイス」と並ぶ大正時代の大阪を三大娯楽施設として知られていた[133]。
  - 老朽化して危険だとして1928年（昭和3年）に大阪府建築条例に基いて年末までに解体するよう命令を受け[38]、1930年（昭和5年）5月17日に「大阪歌舞伎座」の認可を取得し[39]、同年11月に閉鎖されて解体された[4]。
  - 跡地には、1932年（昭和7年）9月28日に大阪歌舞伎座を開業した[41]。

#### ドリームランド
- 奈良ドリームランド（奈良市法蓮町1879[37]） - 敷地面積約282,096m2[134]、延べ床面積約18,449m2[134]。ディズニーランドを手本として黒髪山を開発して建設された[135]。
- 横浜ドリームランド（横浜市戸塚区俣野町700[136]） - 敷地面積約365,626m2[134]、延べ床面積約17,772m2[134]。ドリームセンターにはボーリング場・アイススケート場・プール・ゴルフ練習場などのスポーツ施設やホテルなどが併設されていた[137]。
- ドリーム開発ドリームランド線（通称「ドリームランドモノレール」）
  - 松尾國三が「新歌舞伎座」の建設に向けた欧米視察の際にアメリカ・ディズニーランドを見学し、自身と同様に貧困から身を建てたウォルト・ディズニーの姿勢に共鳴し、日本に同様の遊園地を建設することを構想[138]。
  - アメリカ・ディズニーランドを範に取り、奈良県および神奈川県に開園した「遊園地」[137]。1961年（昭和36年）7月1日に奈良ドリームランドを開園し[88]、1964年（昭和39年）8月1日に念願の横浜ドリームランドを開園して[96]、1966年（昭和41年）5月2日に「ドリーム交通株式会社」が大船駅と横浜ドリームランドを結ぶドリームランドモノレールも開業した[99]。
  - しかし、立地条件や交通アクセスの問題から客足が伸び悩み、維持・運営費が施設の規模の大きさゆえに高止まりするなど、早くから業績が低迷した[139]。2002年（平成14年）2月に横浜ドリームランドが閉園し、2006年（平成18年）8月に奈良ドリームランドも45年の歴史に幕を下ろした[129]。

### ホテル
- ホテルエンパイア（横浜市戸塚区俣野町） - 敷地面積約14,215m2[134]、延べ床面積約8,193m2[134]。横浜ドリームランド文化公園内に1965年（昭和40年）3月28日に開設された地下2階・地上21階建てのホテルで[98]、高さ77.7mで[140]五重塔風の外観で内装も安土・桃山風の内装となっていた[141]。1995年（平成7年）6月30日に日本ホテル協会を退会[127]。ドリームランド閉園後、敷地に横浜薬科大学が開学し、ホテルエンパイアの建物は同大学の図書館棟として活用されている[142]。
- 奈良夢のホテル - 奈良ドリームランド正面入口北側に「夢のホテル」1962年（昭和37年）5月に開設された[87]修学旅行生専用ホテル[135]。2016年解体撤去。[要出典]
- ニューポートホテル（神戸市葺合区浜辺通7-3-3[5]） - 敷地面積約3,320m2[143]、地下2階・地上15階建て[109]、延べ床面積約25,444m2[143]。客室数208室[109]、宴会場15室[109]、飲食店6店[109]。現在は創価学会兵庫池田文化会館の敷地。[独自研究?]

### 演劇興行

#### 大阪歌舞伎座と上方歌舞伎
大阪歌舞伎座（おおさかかぶきざ）は1932年（昭和7年）9月28日に開場した。千日前楽天地の跡地に建てられた地上7階地下1階建てのビルの1階から4階までが観覧席となっていた。2階正面1列以外は全て椅子席で約3,000人の観客を収容可能となっており、4階席には当時の大阪では珍しかった「一幕見席」を配していた。間口は幅15間・高さ5間半、奥行11間あり、舞台の床から天井の簀子までの高さは50尺の大きさの舞台があった。各種の舞台装置は全て電動で自由自在に動かせるように作られていた。
また、舞台前にはオーケストラピットがあり、4階正面にはトーキー映画の上映可能な映写室が設置されていた。
初代中村鴈治郎もこけら落しの際、「ほんまに夢のようだす」とコメントしてこの豪華劇場の誕生に感涙したという。千日土地建物（通称・千土地）が劇場の経営にあたり、松竹の興行による上方歌舞伎が定期的に上演された。
6階はスポーツランドで、約300坪の屋上スケート場は朝日ビルのアイススケート場と並ぶ人気を集めた。
劇場横の飲食店が立ち並ぶ横丁は「鴈治郎横丁」（現：ビック通り）と名付けられ賑わった。
しかし、1944年（昭和19年）3月5日に「決戦非常措置要綱」に基づく「高級享楽停止具体案」により営業停止となり、「戦力増強劇場」へ転換され、大政翼賛会・大日本産業報国会・大阪府保安課などによる運営委員会が産業戦士向けの慰安のために家庭劇などを上演することになった。
また、5階劇場は疎開指定興行場とされた。
1945年（昭和20年）5月12日に名称を「大阪歌舞伎座」に戻して再開場し、歌謡劇や歌舞伎の興行を再開した。
第2次世界大戦後は千日前地区では戦火を免れた唯一の劇場として、戦後すぐの1945年（昭和20年）9月1日に再開場して、「木下サーカス」で興行を再開した。
太平洋戦争敗戦後の1945年（昭和20年）9月27日、7・8・9階を改装して占領軍向けの特殊慰安所（キャバレー）が「キャバレー歌舞伎」が大阪府知事の命令で開設され、1950年（昭和25年）の朝鮮戦争勃発に伴って米兵が去るまで営業した。
しかし、初代中村鴈治郎の独裁体制と呼ばれるような状況が長く続いたことで、他のスターが育たず、企画力も低下することに繋がり、その没後は上方歌舞伎は不振が慢性化し、松竹の白井松次郎の死で一段と悪化するに至った。
そして、内紛から1954年（昭和29年）9月に三代目坂東鶴之助が松竹脱退を表明し、若手有望株も将来性を悲観して映画に軸足を移し、同月24日に三代目阪東壽三郞に没するなど、上方歌舞伎界の崩壊が進むことになった。
さらに、ストライキの影響で1955年（昭和30年）は当劇場での上方歌舞伎の正月興行が出来なくなり、同年5月には二代目中村鴈治郎が歌舞伎の無期休演を発表し、6月には四代目中村富十郎が不満を表明して「矢車座」を結成して自主公演を行うなど内紛が一層深刻化し、上方歌舞伎界は崩壊するに至った。
このため、稼働率の向上と設備の老朽化への対応として縮小移転することになり、1957年（昭和32年）11月12日に「なんば大映」と大映関西支社跡地で893人（約34.4％）少ない1,703人収容の新歌舞伎座の建設に着手すると共に、同年11月28日に増資を行ってその建設資金を調達した。
極度の不振に陥っていた劇場経営の再建策として従来の松竹によるひも付きから独自の採算重視の興行への切り替えを行い、1958年（昭和33年）には「千日土地建物株式会社」が当劇場での上方歌舞伎の正月興行が行われず、同年4月に新国劇によるサヨナラ公演を最後に閉場した。
同年5月1日から商業施設への改修工事が開始され、同年12月1日に千日デパートと千日劇場を開業した。

#### 大阪劇場とOSK
OSKは大阪松竹歌劇団の略称。笠置シズ子・京マチ子などの大スターを生み出したことで知られる。
1922年宝塚少女歌劇の成功に刺激された白井松次郎の発意により、1922年（大正11年）4月に大阪・天下茶屋に松竹楽劇部生徒養成所を創設した。
同年12月16日・17日の大阪・中之島公会堂でジョコンダの「時の踊り」の上演をしたのち、1923年（大正12年）2月の京都・南座で第1回公演を行い、「アルルの女」や「時の経過」などを上演し、1923年（大正12年）5月の道頓堀・大阪松竹座が開場すると養成所も同劇場内に移転して本拠地とした。
1926年（大正15年）4月の日舞と洋舞を折衷した「春のおどり」が成功。1928年（昭和3年）8月の「浅草松竹座」の開場時に東京公演を実施して人気を集め、同年10月に同劇場を本拠として「東京松竹楽劇部」（後の松竹歌劇団）が誕生している。
1934年松竹楽劇部の運営を委託された千土地は、これを「大阪松竹少女歌劇団」(OSSK)と改称するとともに、前年の1933年に開場し、同年千土地が取得していた千日前・東洋劇場を大阪劇場（通称・大劇）と改称して、新生OSSKの本拠地とした。大阪劇場は実演と映画の二本立てが興行の建前で、実演はOSSKのレビューか人気歌手の歌謡ショーや映画俳優の演劇（OSSKも出演）、映画は松竹映画を上映した。1943年劇団名から「少女」を省いて「大阪松竹歌劇団」とし、同時に英字略称を廃止した。したがって、OSKという略称が公に使えるようになったのは戦後のことである。
1950年（昭和25年）の「春のおどり」以降近鉄あやめ池遊園地で興行を行うようになり、1956年（昭和31年）3月21日にあやめ池遊園地内に円型大劇場が完成し、1957年（昭和32年）7月1日に「千土地興行株式会社」と近畿日本鉄道が共同で資本金1000万円の「株式会社大阪松竹歌劇団」を設立して松竹本社から分離独立し、同月には「大阪松竹歌劇団音楽学校」を 旧・「あやめ池温泉場・自然博物館」に移転した。
1963年（昭和38年）3月3日午前2時半ごろに高さ約4.85mの宙吊り舞台が落下して踊り子43名とスタッフ1名の重軽傷を負う事故が発生し、同年8月に社名・劇団名ともに「日本歌劇団」(NKD)と改称した。
1967年（昭和42年） - 「春のおどり」を最後に大阪劇場を離れ、奈良市の近鉄あやめ池遊園地の円型大劇場に本拠地を移転した。
1970年（昭和45年）にNKDは「OSK日本歌劇団」と改称して愛着のあるOSKという略称を復活した。
翌1971年（昭和46年）に近畿日本鉄道・近鉄興業・朝日放送・日本ドリーム観光の共同出資となった。

#### 戎橋松竹と戦後の上方演芸
戦後1947年（昭和22年）3月に焼け残っていた「文楽座」を貸切って「上方趣味大阪落語の会」として、上方落語の復興を目指し5代目笑福亭松鶴らが開催して大入り満員となったことから、同年9月11日に後の近鉄難波ビルの場所にあった洋画劇場を業態転換して戎橋松竹を演芸場として開場した。
1957年（昭和32年）1月に「戎橋松竹」を「大阪歌舞伎座地下劇場」に移転する形で「歌舞伎地下演芸場」を開場したが、これも翌1958年（昭和33年）4月に大阪歌舞伎座と共に閉鎖となった。
この時までに出演していた芸人の多くは、所属事務所の関係で道頓堀角座に出演する事となり、残された千土地専属の芸人は京都・新京極にあった映画館・京洛劇場を演芸場に改装の上出演した後、1958年（昭和33年）12月1日に開業した千日デパート6階に完成した千日劇場に出演する事になった。千日劇場は1969年（昭和44年）5月まで営業を続けたが、吉本・松竹芸能の台頭と引き替えに衰退し、千日劇場閉鎖と共に日本ドリーム観光は演芸から撤退した（戎橋松竹の項を参照）。

#### 大阪新歌舞伎座と歌手芝居
（初代）大阪新歌舞伎座は、大阪歌舞伎座の代替劇場として「なんば大映」と大映関西支社跡地に1958年（昭和33年）10月30日に開場式を行って翌日31日からこけら落とし公演を行った。
「観光劇場」として桃山造りの外装や桃山風の極彩色の障壁画の飾られた内装となっていたが、舞台装置は敷地上の関係で歌舞伎舞台特有の回り舞台が設置されず、代わりにスライディングステージを設置する形式となった。
また、従来の歌舞伎用劇場と異なり、客席での飲食も禁止とされた。
（初代）新歌舞伎座は初期からタレント芝居などの団体客などを対象とした面白く楽しい娯楽演劇の劇場として公演した。
この観光劇場という方針によって伝統的な歌舞伎の衰退を恐れた演劇愛好者らの支援もあり、中村鴈治郎や片岡仁左衛門らが「上方歌舞伎を護る七人の会」を結成し、同年8月28日から30日まで大阪毎日ホールで第1回公演を開催する動きも見られた。
1963年（昭和38年）6月の新派公演の出演料を巡るいさかいに加えて、毎年12月に新歌舞伎座での新派公演があるにもかかわらず、同年12月に水谷八重子が日生劇場への出演を決めたことに伴って同年下期の新派公演が中止となり、以後、新派は新歌舞伎座での公演から排除されることになった。
そして、同年12月に東宝と提携し、松本幸四郎率いる「東宝劇団」が新歌舞伎座で公演を開始した。
三波春夫は1958年（昭和33年）5月に「大阪劇場」で初のワンマンショーを行っており、その際にテイチクから芝居の要素を取り入れる様に言われて寸劇を取り入れていた。
翌年1959年（昭和34年）の新譜「大利根無情」を出し、その関係で同年のワンマンショーでは、殺陣師の指導を受けて本格的に芝居を行った。同年8月に行われた大阪劇場でのショーを見た松尾國三を当劇場本社に訪ねた際にテイチク榊原宣伝部長が三波春夫による日本的ミュージカルとしての芝居公演の提案を行って松尾が承諾し、1960年（昭和35年）3月1日から三波春夫によるワンマンショー「桃中軒雲右衛門とその妻」と「歌う月形半平太」を上演し、同月28日の千秋楽には満員と盛況のうちに終了した。
このワンマンショーは、3年目には第3部に「ヒットパレード」としてヒット曲を歌う歌謡ショーを行うようになり、1976年（昭和51年）3月まで17年連続で三波春夫公演が行われた。
1976年（昭和51年）の例で言えば、歌舞伎は5月のみで、歌手のショーが半分を占める様になっていた。
1977年（昭和52年）5月の吉例第九回大阪顔見世大歌舞伎を行ったが、1978年（昭和53年）5月の顔見世は行われず、吉例大阪顔見世大歌舞伎の歴史に終止符を打った。
その為、中村勘三郎の娘婿の沢村藤十郎と大阪民労協が中心となって「関西で歌舞伎を育てる会」が発足して、その第1回として1979年（昭和54年）5月に大阪朝日座で中村勘三郎一門を中心とした歌舞伎興行を開催している。
なお、その後も当劇場はテレビ・映画スターや歌手による公演を主体とする劇場として運営され、歌舞伎は年に1・2回ほどの公演のみに留まることになった。
大阪新歌舞伎座は建物の老朽化のため、2009年6月30日をもって閉館。運営会社の株式会社新歌舞伎座では、近畿日本鉄道が上本町に建設中の商業ビルの上層階へ移転の上再開場すると案内し、2010年9月「上本町YUFURA（ユフラ）」6階に移転の上再開場した。

### 映画館

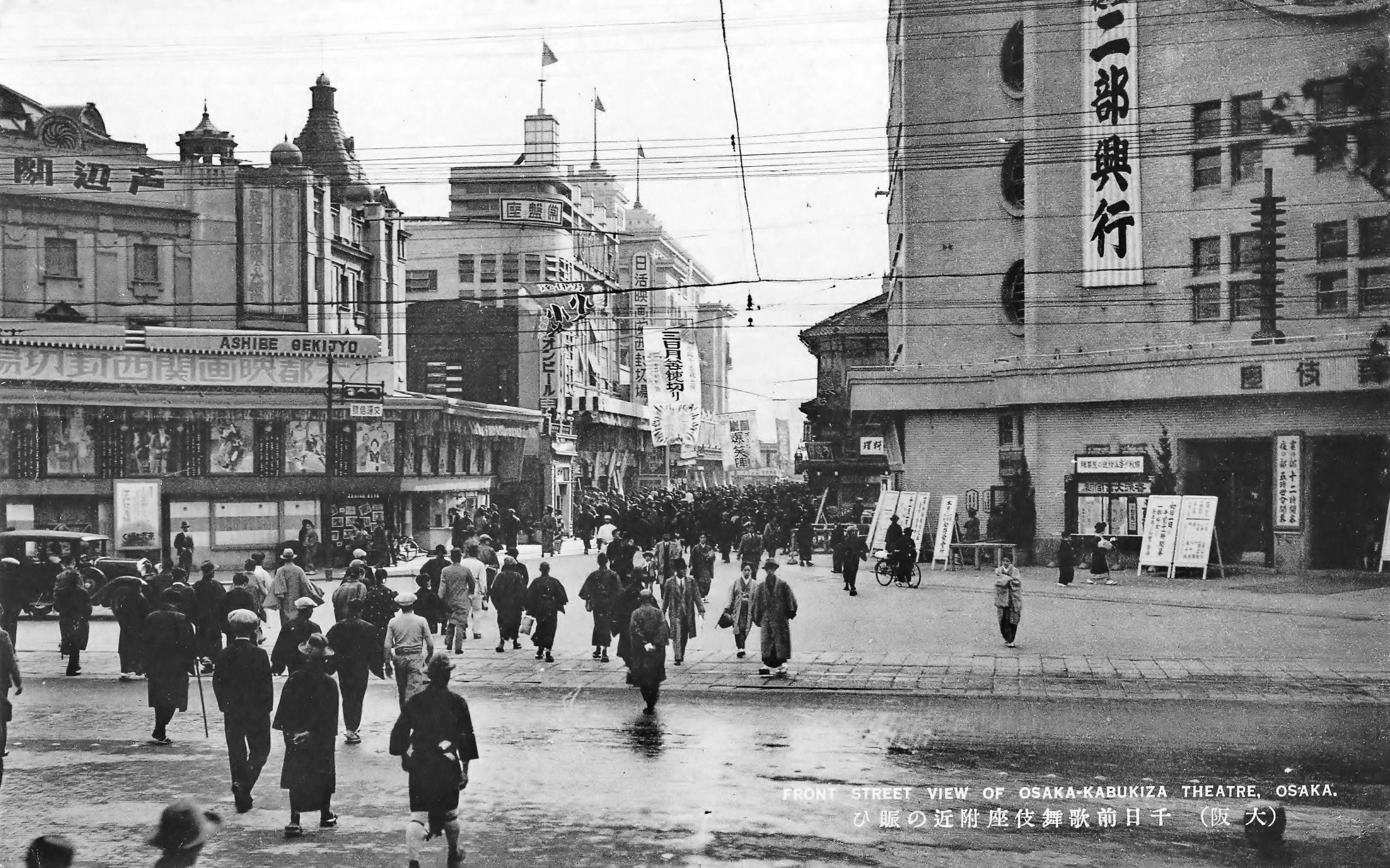
1933年（昭和8年）頃の写真。向かって右が大阪歌舞伎座、左が芦辺劇場（アシベ劇場）。

#### 大阪
- 大阪劇場（大阪市南区河原町1-1550[181]） - 客席数2,481席[181]。敷地面積約4,382m2[143]、延べ床面積約11,168m2[143]。1967年（昭和42年）6月閉鎖[103]。改装して「大劇レジャービル」へ業態転換[103]。通称・大劇。OSKと同時に松竹映画を併映。一時洋画ロードショー封切館になる。[要出典]
- 大劇シネマ（大阪市南区千日前2-8[182]） - 大劇閉鎖・改装後の大劇ビル3階に設けられた映画館[104]。
- 大劇名画座（大阪市南区千日前2-8[182]） - 延べ床面積約678m2[183]。大劇の5階[104]。名前の通り名画座。大劇閉鎖後も存置された。[要出典]
- 歌舞伎座地下劇場（大阪市南区難波新地三番町1[181]） - 客席数167席[184] → 310席[181]。大阪歌舞伎座地階にあった映画館。1957年（昭和32年）1月に「戎橋松竹」を移転する形で、「歌舞伎地下演芸場」となった[185]。
- 歌舞伎座五階映画劇場（大阪市南区難波新地三番町1[181]） - 客席数258席[184] → 146席[181]。大阪歌舞伎座5階にあった映画館。元は大食堂。のちキャバレー「ユメノクニ」に改装。[要出典]
- アシベ劇場（大阪市南区河原町1-1537[181]）
  - 客席数約800席[184]。敷地面積約1,584m2[186]、延べ床面積約5,895m2[186]。1910年（明治43年）11月1日に「吉澤商店」の封切館「芦辺倶楽部」として開場した[187]。1911年（明治44年）8月15日に隣接して第2館・第3館・屋上庭園などが完成し、「芦辺パーク」として全面開業した[188]。しかし、1912年（明治45年）の大火で全焼したことから、同年2月10日に仮小屋を建設して映画や舞踊の劇場として再開した[188]。同年6月末日に本建築の為に天王寺公園に一時移転し、同年12月21日に「（2代目）芦辺倶楽部」が開場し、歴史劇や舞踊などのこけら落とし公演を行った[188]。
  - 1970年（昭和45年）8月1日に「芸能実験劇場アシベ」として新装開館[111]。
  - 1971年（昭和46年）に閉鎖してレジャービルに業態転換[66]。大阪歌舞伎座向かいにあった映画館。元は芦邊倶楽部と称した3棟の演芸場と映画館、娯楽場。1914年に映画館に転換する際に松下幸之助が屋外電飾工事の総指揮を執った劇場でもある。のちに新興演芸の演芸場になり、戦時中には松竹の実演劇場となるが、その後大映封切館になる。1954年9月に改築。1970年7月27日をもって映画興行を打ち切り。現在は「アムザ1000」。[要出典]
- アシベ小劇場（大阪市南区河原町1-1537[181]） - 客席数約140席[184]。敷地面積約115坪[189]、延べ床面積約135坪[189]。アシベ劇場裏手に併設された劇場。[要出典]漫才とストリップを上演[190]。1952年の改築時に閉鎖。[要出典]
- 大阪ニュースハウス[191] → 戎橋松竹（大阪市南区難波新地四番町1[192]） - 客席数231席[184] → 582席[181]。敷地面積約248坪[189]、延べ床面積約202坪[189]。1947年（昭和22年）9月11日に演芸場に転換[65]。1957年（昭和32年）1月に「歌舞伎地下演芸場」に移転する形で閉場となった[185]。後の近鉄難波ビルの場所にあった[66]。（戎橋松竹も参照）
- 大映映画劇場（大阪市南区難波新地五番町[184][181]） - 客席数498席[184] → 623席[181]。敷地面積約408坪[189]、延べ床面積約198坪[189]。南海電車の難波駅前に立地。のちの新歌舞伎座敷地。
- 戎橋劇場（大阪市南区心斎橋2-46[182]（旧・難波新地四番町1[181]）） - 客席数233席[184] → 223席[181]。敷地面積約101坪[189]、延べ床面積約101坪[189]。1958年5月（株）歌舞伎座に譲渡。1986年3月閉館。
- 新橋松竹（大阪市南区難波新地塩町4-5[184]） - 客席数531席[184] → 544席[181]。
- 松竹映画劇場（大阪市浪速区霞町2[193]） - 客席数1,657席[193]。通称・松映。元々は大阪相撲の常打として建設された、大阪国技館。大阪相撲協会が東京の大日本相撲協会に統合された後、映画館に転向。以降は大劇の姉妹館としてOSSK公演を中心に興行を行っていた。1945年の大阪大空襲で焼失。戦後は再建されずそのまま閉鎖されるが、運営会社の株式会社国技館が千土地興行に吸収合併された。現在のスパワールド北隣に位置していた。[要出典]
- 本町俱楽部（大阪市東区内本町2[191]） - 客席数468席[191]。
- 老松松竹（大阪市北区老松町3-46[194]） - 客席数574席[194]。

#### 京都
- 京極松竹（京都市新京極[195]） - 客席数530席[195]。のち京極大映に改称。ストリップ小屋になるが、東宝へ譲渡。隣接する京極東宝の改築時にその敷地の一部になり、京極東宝閉館後現在は「スーパーホテル京都・四条河原町」。[196]
- 文化映画劇場（京都市中京区河原町蛸薬師上ル奈良屋町301-1[37]） - 客席数584席[195] → 590席[181]。敷地面積約605m2[183]、延べ床面積約875m2[183] → 文映センター約1,101m2[143]。1937年（昭和12年）8月1日開場[48]。通称・文映。洋画を上映。のちキャバレー「クラブ香港」とドリームパチンコに転換。現在は「ホテルミュッセ 京都四条河原町名鉄」。[197]
- 京洛劇場（京都市中京区六角通新京極東入ル松ヶ枝町458[37]） - 敷地面積約665m2[183]、延べ床面積約561m2[183]。1939年（昭和14年）8月1日開場[53]。戦前はニュース映画館の京洛映画劇場。戦後河原町三条の「キャバレー歌舞伎」が移転。1967年（昭和42年）3月に跡に「アルバイトサロン花束」が開業[102]。1958年に演芸場に転換するも、翌1959年には再び映画館に戻り、アルバイトサロンを経て現在は「ホテルビスタプレミオ京都」。[198]
- 京都ニュース映画館[199] → 京都劇場[183]（京都市中く京区河原町三条下ル[37]元下六組大黒町71[200]） - 客席数499席[199]。敷地面積約1,963m2[183]、延べ床面積約3,362m2[183]。通称・京劇。現在の同名劇場とは全くの別物。洋画封切（松竹洋画系）から東映封切館へ。戦前はアイススケートリンクでニュース映画館を併設。河原町映画劇場を経て、[201]戦後「キャバレー歌舞伎」に転換するが[63]、映画館に戻って洋画封切の京都劇場に改称。1970年に改築して京劇ドリームボウルを併設。現在は「クロスホテル京都」。
- 京劇名画座（京都河原町三条下ル大黒町71[37]） - 延べ床面積約1,055m2[183]。京劇1階[183]。京洛劇場閉鎖後は洋画封切館になる。1969年京劇ビル改築のため閉鎖[202]。
- 老松松竹画座（京都市中京区河原町三条下ル[203]） - 客席数499席[203]。
- 階上映画館（京都市中京区河原町三条下ル[203]） - 客席数249席[203][199]。
- 八千代館（京都市中京区新京極四条上ル中の町580[37]） - 客席数473席[195] → 492席[181]。敷地面積約386m2[183]、延べ床面積約435m2[183]。昭和40年代初頭から成人映画を上映。全盛時には幕間に出演俳優が舞台にてストリップを行っていた。日本ドリーム観光のダイエー系列入り後に分離独立した。2007年12月28日をもって閉館。建物は現在古着店「WEGO」が改装の上そのまま使用している。（京都八千代館を参照のこと。）[204]
- 京都大映（京都市中京区新京極仲之町[181]） - 客席数480席[181]。敷地面積約188坪[189]、延べ床面積約299坪[189]。
- 烏丸映画劇場（京都市烏丸通四条上ル[195]箏町[181]） - 客席数500席[195] → 450席[181]。

#### 兵庫
- 尼崎松竹（尼崎市杭瀬西14[205]） - 客席数551席[206]。
- 神戸八千代劇場（神戸市生田区多聞通3-4[200]） - 敷地面積約545坪[189]、延べ床面積約583坪[189]。1927年（昭和2年） 2月に「神戸松竹座」の映画館転換に伴って「松竹」が賃借して直営興行を開始したが[207]、1929年（昭和4年）12月に「松竹土地建物興業」が「神戸八千代座」の賃貸契約を解除した[208]。1944年（昭和19年）3月に「松竹」が演劇の直営興行で開場した[209]。1954年閉鎖。[要出典]
- 元町学童映画館（神戸市神戸区元町一丁目[210]） - 客席数248席[210]。

#### 横浜
- ドリーム名画座（横浜ドリームランド[211]） - 松竹系。現存せず。[要出典]
- MOVIX横浜（横浜ドリームランド） - 松竹系のドライブインシアター。昼間は駐車場。夢のホテルの跡地。現在は横浜薬科大学敷地。[要出典]

### キャバレー
- キャバレー歌舞伎 - 大阪歌舞伎座7・8・9階[61]。旧アイススケート場跡地に開設された進駐軍向けキャバレー[212]。1950年（昭和25年）に朝鮮戦争の影響で閉鎖された[61][213]。
- ユメノクニ
  - 進駐軍向けキャバレー歌舞伎のホールの相性が「ドリームランド」であったことから、直訳して「ユメノクニ」と名付けられ、1950年（昭和25年）に閉鎖された同キャバレーの代替施設として[213]同年に開業した[214]。
  - 1950年千日前・大阪歌舞伎座5階に開店したアルバイトサロン。元々は歌舞伎座観客用の大食堂。終戦直後の1945年10月、6階のアイススケート場が占領軍向けの慰安所に改装された。慰安所とはキャバレーの事であり、内務省の通達で「占領軍向け慰安施設の設置」が出されて、全国各地でこのような施設が設置された。大阪でも特殊慰安所施設協会が設立され、会長に松竹・千土地副社長の白井信太郎が就任したため、大阪歌舞伎座に白羽の矢が立ったのである。この慰安所は「ドリームランド」と名付けられ、朝鮮戦争勃発まで営業された。
  - この慰安所の閉鎖と前後して、慰安所と同じ大阪歌舞伎座の5階に開業したのが「ユメノクニ」であった。同店は一説にはアルバイトサロンの嚆矢とされている。なお、アルバイトサロンとは酒場であり、飲食店の一種で、現在のキャバクラに相当。一般的にはアルサロと略された。ホステスはアルバイトで公募していたため、学生や会社員、人妻が多かった（他説によればアルサロの第一号は「大劇サロン」（大阪劇場地下遊技場跡）とも言われる。いずれにしても千土地の経営であることに変わりはない）。
  - チップ制の廃止や明朗会計等クリーンなイメージを打ち出した反面、暗い照明で怪しげな雰囲気も醸し出していた。これは顧客を失望させない演出でもあったが、ホステスの中には会社員も多く、バレないための工夫だったとも言える。
  - 歌舞伎座改装時に向かいのアシベ劇場内に移転。1990年アシベ劇場取り壊しのため閉鎖された。接客用のキャッチコピー（表看板や新聞広告などで発表）が独特であった。これらのコピーは支配人を務めた磯田敏夫（織田作之助の門人で作家でもあった。）のアイデアだった。
- 大劇アルバイトサロン - 大阪劇場地下[183]。延べ床面積約793m2[183]。1967年（昭和42年）9月開業[104]。
- ユメノクニ アシベ地下 - 延べ床面積約969m2[183]。
- アルバイトサロン花束 - 敷地面積約666m2[134]、延べ床面積約495m2[134]。京洛劇場跡[102]。1967年（昭和42年）3月開業[102]。
- アルバイトサロンしゅんそう - 「神戸ニューポートホテル」6階[102]。1967年（昭和42年）7月5日開業[104]。

### 商業ビル
- 千日デパートビル - 1958年大阪歌舞伎座を改装の上開業した商業ビル。

## 事件

### 人権争議
1954年12月、千土地興行労組はストライキを決行。折しも大阪歌舞伎座で公演中であった新国劇の芝居の途中で突然労組委員長が花道に現れ、スト決行を宣言すると緞帳ならぬ防火シャッターが下りて、芝居は中断されたまま打ち切りとなった。怒った観客は猛抗議をするも、新国劇島田正吾も「こちらもやりたいが、幕が開かねば芝居が出来ぬ」と陳謝。労組の行き過ぎた手法に批判が高まり、激怒した観客の手によって労組委員長は花道から引きずり下ろされた。
事の発端は一部職員の雇用条件格差解消を求めた事にあり、特に劣悪な条件で従事していた劇場庶務の一般職の待遇改善を強く求めたことにある。これに、業績悪化に伴う低賃金解消の要求を併せて組合側は労使交渉に及び、加えて越年資金を確保せんと奮闘した。代表取締役に就任したばかりの松尾國三はこの要求を呑んだものの、労組は第一組合と第二組合に分かれており、相互にいがみ合っている関係であったが、松尾は交渉の場に双方の同席を求めた。しかしながら第一組合は第二組合の解散を強く要求し、かつ松尾側が要求した「年末年始は争議交渉を行わない」を一蹴。これを受けて松尾は先の交渉を白紙撤回すると通告したため、遂にストに突入した。
松尾としては、大阪総評や産別会議が後ろ盾になり、かつ組合専従者が共産党員であるなど急進的といわれた千土地労組の要求を呑むことは経営危機に繋がると考え、頑として撥ね付けた。組合側は大阪歌舞伎座の前に「松尾國三の墓」「松尾國三の棺桶」を設置して連日シュプレヒコールを上げていたが、松尾も交渉の場で「諸君達は『生活が苦しいから給料を上げろ』と言っているが、見たところきちんとした身なりをしているではないか。私など本当に困窮したときは、足に墨を塗って靴を履いているように見せかけ、誤魔化したものだ。それに比べれば諸君達は相当文化的な生活をしており、本当に生活に困っているのかどうか疑問である。」と応戦した。自身の旅役者時代の苦労話を元にした、半ば屁理屈とも言えるこの回答には労組側も呆気にとられたという。
千日前商店街の営業妨害にもなっていたこのストを解決すべく、大阪府知事や大阪府警本部長のほか、松尾の興行人脈より田岡一雄らの親分衆や笹川良一等が調停を買って出たが松尾はいずれも断った。労組内部でもやがて、ストを巡って従業員間でも意見が対立し、第二組合、第三組合、OSKの組合の間で事態は混迷を極めたが、このスト中に会社側は管理職を動員してアシベ劇場にて江利チエミの実演興行を強行した事で紛糾。1955年1月5日に漸く組合側が調停を受諾して解決した。

### 日映事件
1957年、大映専務の職にあった曾我正史は、千土地興行社長の松尾國三、京王帝都電鉄社長の三宮四郎と共に、新たな映画製作配給会社・日映株式会社（現在ある日映とは無関係）を立ち上げるべく準備を進めていた。曾我はかねてから、大映を割って「第7のメジャー」を設立しようと動いたと言われる。
松尾としても、千土地興行の主業でもある映画興行と関連の深い映画産業を発展させるべく曾我の申し出に賛同したもので、これには松竹会長で恩人でもある大谷竹次郎の後押しもあった。
一方、京王は戦後、東急から分離独立して出来た会社で、路面電車だった京王線をなんとか通勤電車の水準にまで引き上げる等、戦後復興から漸く一段落したばかりであった。しかしながら、ここで企業発展のために兄弟会社である東急の東映に倣って、京王も映画会社を持つべきだと言う事になり、聖蹟桜ヶ丘に撮影所を持つ事で沿線開発になると目論んだわけである。念のため松尾と曾我は三宮に東急の五島慶太会長の承諾を得たかと問うと、三宮は問題なしと返答。これで新会社設立に向けて動き出した。
3月日映設立が発表され、大映幹部の半数が参加する事となった。ここで東急の五島会長は、京王の映画産業進出は同社の経営危機に繋がると判断し、三宮京王社長に対し断念すべく説得にあたった。五島は三宮のいわば師匠筋に当たる人物であり、自身も東映再建の際手痛い目に遭っている事などから、弟子には同じ目に遭わせたくない一念でこの行動にでたのである。しかしながら、三宮は「彼らに義理がある。」として聞く耳を持たなかった。この態度に五島は憤り、「長年の関係にあるこの自分との義理と、昨日今日との関係である彼らとの義理と、どちらを選ぶのか。」と迫った。これで三宮は折れ、日映から撤退する事を五島に確約した。
日映は千土地と京王が折半して出資し、運転資金も京王が融通する事となっていたが、4月株式払込期日になっても京王は払い込みを実施せず、三宮は曾我と松尾の前から姿を消して失踪。京王も日映に対する融資打ち切りを表明したため、一転して日映設立は頓挫。松尾は大映を飛び出した面々の面倒を見るため、独立プロダクションとして日映株式会社は発足させたものの、僅か2作品を発表しただけで解散した。同社作品は大映が配給した。

### 大劇事件
1956年1月15日、大阪劇場前で美空ひばりの実演興行に詰めかけた観客2000人で早朝から殺到。出札が始まったものの、切符売り場の窓口が2カ所しか無かったため、購入者の列は遅々として進まなかった。その列に、心無い者の悪戯で蛇の死体が投げ込まれ、これで一時パニックとなり列間に空間が生じ、この隙間を埋めるべく人々が殺到して将棋倒しが発生。1名が圧死し、9名が重軽傷を負う惨事となった。

### 大劇事故
1963年（昭和38年）3月3日午前2時半ごろ、高さ約4.85mの宙吊り舞台が落下し、舞台上の踊り子43名と下敷きになったスタッフ1名の重軽傷を負う事故が発生した。事故の原因は劇場施設の老朽化で、密集した歓楽街の一角で改築が困難であったことから、あやめ池円形劇場へOSKが暫定的に移転する形で1967年（昭和42年）の「春のおどり」で大阪劇場でのOSKの公演を終えることになった。同年6月に改装して「大劇レジャービル」へ業態転換したが、1989年（平成元年）11月に閉鎖され、1990年（平成2年）1月より解体された。跡地では1993年（平成5年）12月2日に新ビルが着工され、1996年（平成8年）3月28日になんばオリエンタルホテルが開業した。

### 千日デパート火災
1972年5月に発生。死者118名を数える大規模災害となった。

### 雅叙園観光事件
1984年（昭和59年）松尾國三死去後、その夫人である松尾波儔江（上述）と阪上勉社長との間に経営権を巡る争いが起こった。経営陣はこのとき仕手集団のコスモポリタンを率いる池田保次と結託して自社株を買い占め、松尾一族の追い出しにかかった。松尾一族もこれに防戦。結局1987年に経営陣が雅叙園観光を、松尾一族が日本ドリーム観光を経営する事となり、両社の提携関係は解消した。しかし、この時までに松尾側には松尾國三の盟友・ダイエーの中内功が後方支援を行い、結局中内が松尾一族から経営を肩代わりする事で日本ドリーム観光はダイエーの傘下に移り、松尾一族とこれら両社の関係は完全に無くなった。以降、松尾一族は松尾芸能振興財団を通じて松尾國三の理念でもあった芸能活動の振興に側面から支援して行く事となる。
一方、雅叙園観光はコスモポリタンの手に落ちたが、このコスモポリタンが実は暴力団系の会社で、1988年仕手戦に敗れて破綻。池田は雅叙園観光の融通手形を乱発して自身の資金繰りに充当するが、結局池田は失踪。その後イトマン事件の主人公である許永中や伊藤寿永光といった「闇の紳士」達が経営権を握り、同社の経営は迷走。1992年には決算時に監査法人から不適正意見が出されて上場廃止の危機に追い込まれる。結局1997年雅叙園観光は倒産した（なお、雅叙園観光と目黒雅叙園は全くの別会社であるが、目黒雅叙園も2002年に倒産している）。